# Личко Лешће
Личко Лешће је насељено мјесто у Лици. Припада граду Оточцу, Личко-сењска жупанија, Република Хрватска.

## Географија
Личко Лешће је удаљено око 10 км југоисточно од Оточца. У близини насеља пролази Личка пруга.

### Други свјетски рат
У близини села Лешће, срез Оточац код јаме зване „Жути бездан“ многи су Срби убијени и у њу бачени.

## Култура

### Говор
У околини Гацке сусрећемо два дијалекта: штокавски и чакавски. Штокавским нарјечјем говоре становници Оточца и становници околних села у којима превладава српско православно становништво. Остала околна села с претежно католичким становништвом спадају у чакавско говорно подручје, као што су Личко Лешће, Човићи, Компоље, Швица, Прозор, Синац, Кутерево.

## Становништво
Према попису из 1991. године, насеље Личко Лешће је имало 1.211 становника. Према попису становништва из 2001. године, Личко Лешће је имало 891 становника. Личко Лешће је према попису становништва из 2011. године, имало 709 становника.
| Демографија | Демографија | Демографија |
| Година      | Становника  | Становника  |
| ----------- | ----------- | ----------- |
| 1961.       | 1.488       |             |
| 1971.       | 1.364       |             |
| 1981.       | 1.197       |             |
| 1991.       | 1.211       |             |
| 2001.       | 891         |             |
| 2011.       |             | 709         |

## Попис 1991.
На попису становништва 1991. године, насељено место Личко Лешће је имало 1.211 становника, следећег националног састава:
| Попис 1991.‍   | Попис 1991.‍  | Попис 1991.‍ | Попис 1991.‍ | Попис 1991.‍ |
| ------------- | ------------ | ----------- | ----------- | ----------- |
|               |              |             |             |             |
| Хрвати        | Хрвати       |             | 1.177       | 97,19%      |
| Срби          | Срби         |             | 7           | 0,57%       |
| Југословени   | Југословени  |             | 1           | 0,08%       |
| Мађари        | Мађари       |             | 1           | 0,08%       |
| Македонци     | Македонци    |             | 1           | 0,08%       |
| Немци         | Немци        |             | 1           | 0,08%       |
| остали        | остали       |             | 1           | 0,08%       |
| неопредељени  | неопредељени |             | 1           | 0,08%       |
| непознато     | непознато    |             | 21          | 1,73%       |
| укупно: 1.211 |              |             |             |             |